# Ford Escort RS Cosworth

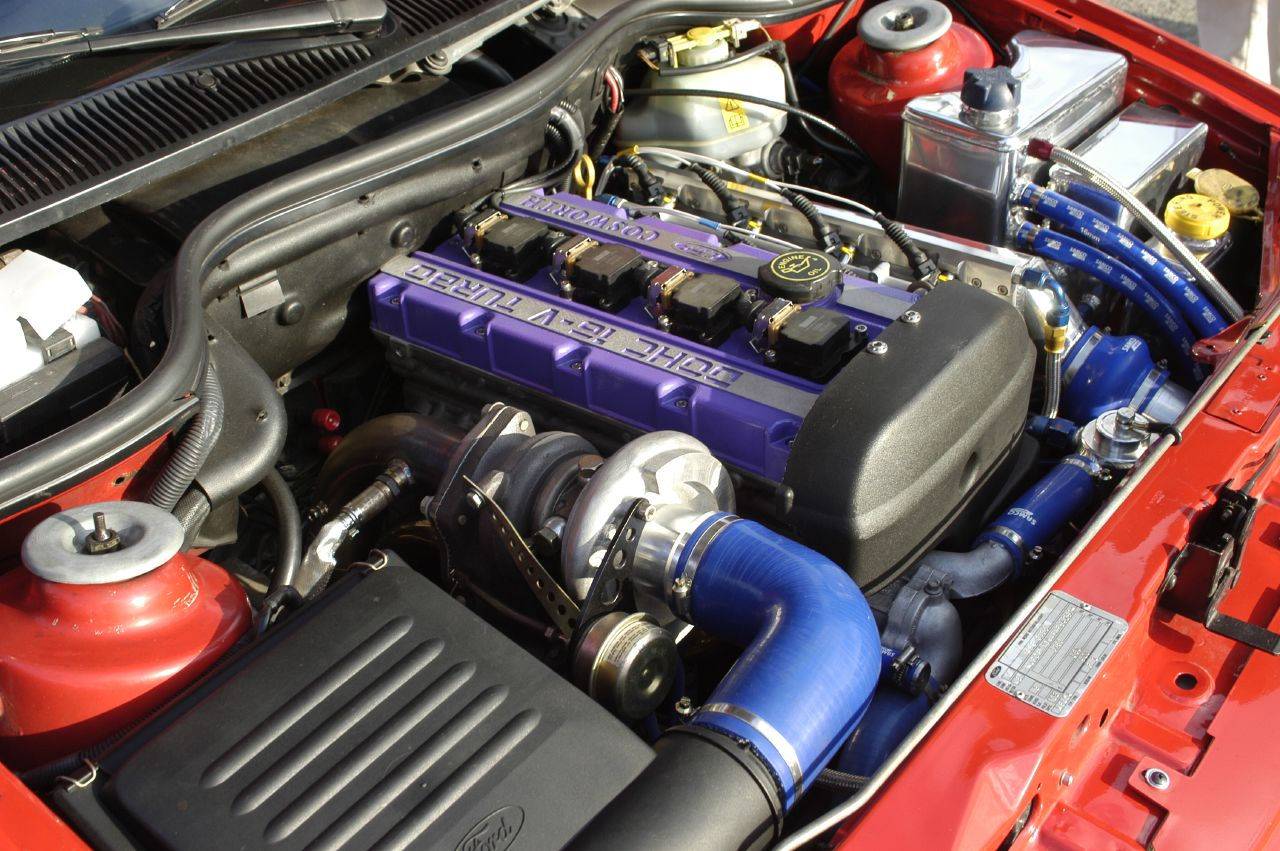
Längsmonterad Cosworth-motor.

Ford Escort RS Cosworth är en rallybil, tillverkad av Ford mellan 1992 och 1996.

## Bakgrund
Sedan FIA förbjudit Ford RS200 och övriga Grupp B-bilar efter 1986, använde Ford Sierra RS Cosworth som rallybil. Sierran var inte särskilt framgångsrik, vilket förklarades med att den var större och tyngre än konkurrenterna. Därför fattades beslutet att Sierrans teknik skulle flyttas över i den mindre Escort-karossen.

## Utveckling
Den längsmonterade turbomotorn från Cosworth hade dubbla överliggande kamaxlar och fyra ventiler per cylinder. Bilen var fyrhjulsdriven via en fördelningslåda av Ferguson-modell, med 34% av kraften fram och 66% bak.
Dotterbolaget Ghia anpassade karossen, så att Sierra-komponenterna fick plats. Sedan stod tyska Karmann för produktionen. De första 2 500 bilarna byggdes med rallykunder i åtanke och användes för att homologera bilen för tävlingsbruk. Övriga bilar såldes på den reguljära marknaden. Den känns oftast igen på sin gigantiska vinge på bakluckan.

## Motorsport
Escort RS Cosworth var Fords vapen i rally-VM mellan 1992 och 1999. Dock hamnade den i skuggan av japanernas anstormning under nittiotalet, då rallysporten dominerades av Toyota, Subaru och Mitsubishi. Bilen användes även i olika nationella rallymästerskap jorden runt, men även i olika former av banracing.